# Société de radiodiffusion publique israélienne
La Société de radiodiffusion publique israélienne (en hébreu : תַּאֲגִיד הַשִׁיְדּוּר הַיִשְׂרְאֵלִי, Taʾăḡid HaŠidûr HaYiśreʾēli, litt. « Société israélienne de diffusion »), appelé en abrégê Kan (כאן, litt. « ici ») en hébreu et Makan (مكان, litt. « un lieu ») en arabe, est un groupe audiovisuel de service public israélien. Elle remplace l'Autorité de radiodiffusion d'Israël (IBA) créée en 1965.
Depuis 2017, elle fait partie de l'Union européenne de radio-télévision.

## Activités

### Chaînes de télévision
| Logo | Chaîne                                                  | Date de création | Actionnaires |
| ---- | ------------------------------------------------------- | ---------------- | ------------ |
|      | Kan 11 Chaîne généraliste.                              | 15 mai 2017      | 100 % KAN    |
|      | Makan 33 Chaîne généraliste en langue arabe.            | 15 mai 2017      | 100 % KAN    |
|      | Kan Educational Chaîne thématique à vocation éducative. | 15 août 2018     | 100 % KAN    |

### Radio
KAN détient huit stations de radio, transférées de l'ancien groupe IBA :
- Radio MAKAN
- KAN 88
- KAN Farsi
- KAN Gimel
- KAN Moreshet
- KAN REKA
- KAN Reshet Bet
- KAN Tarbut
- KAN Kol Ha Musica